# Équipe d'Angleterre de rugby à XV à la Coupe du monde 1999
L'équipe d'Angleterre a été quart-de-finaliste de la Coupe du monde de rugby 1999, elle a été battue par l'équipe de Nouvelle-Zélande en poule. Après être passé par les repêchages pour accéder aux quarts de finale, c'est l'équipe d'Afrique du Sud qui l'élimine à ce stade.
Les joueurs suivants ont joué pendant cette coupe du monde 1999.

## Première Ligne
- Richard Cockerill (4 matchs, 2 comme titulaire)
- Darren Garforth (3 matchs, 1 comme titulaire)
- Phil Greening (5 matchs, 3 comme titulaire)
- Jason Leonard (4 matchs, 4 comme titulaire)
- Phil Vickery (4 matchs, 4 comme titulaire)

## Deuxième Ligne
- Garath Archer (2 matchs, 2 comme titulaire)
- Danny Grewcock (4 matchs, 3 comme titulaire)
- Martin Johnson (5 matchs, 5 comme titulaire) (capitaine)

## Troisième Ligne
- Neil Back (4 matchs, 4 comme titulaire)
- Lawrence Dallaglio (5 matchs, 5 comme titulaire)
- Richard Hill (5 matchs, 4 comme titulaire)
- Tim Rodber (2 matchs, 0 comme titulaire)
- Joe Worsley (2 matchs, 2 comme titulaire)

## Demi de mêlée
- Matt Dawson

## Demi d’ouverture
- Paul Grayson (4 matchs, 2 comme titulaire)
- Jonny Wilkinson (4 matchs, 3 comme titulaire)

## Trois-quarts centre
- Mike Catt (3 matchs, 1 comme titulaire)
- Phil de Glanville (4 matchs, 3 comme titulaire)
- Will Greenwood (4 matchs, 4 comme titulaire)
- Jeremy Guscott (3 matchs, 2 comme titulaire)

## Trois-quarts aile
- Nick Beal (4 matchs, 2 comme titulaire)
- Austin Healey (5 matchs, 4 comme titulaire)
- Dan Luger (5 matchs, 5 comme titulaire)

## Arrière
- Matt Perry (5 matchs, 5 comme titulaire)

## Meilleurs réalisateurs
- Jonny Wilkinson : 59 points
- Paul Grayson : 54 points

## Meilleur marqueur d'essais
- Dan Luger : 4 essais